# باشگاه فوتبال سنت پاتریک اتلتیک
باشگاه فوتبال سنت پاتریک اتلتیک (ایرلندی: Cumann Peile Lúthchleas Phádraig Naofa) یک باشگاه فوتبال در شهر دوبلین، جمهوری ایرلند است
اتلتیک سنت پاتریک جام‌های زیادی را در فوتبال باشگاهی ایرلند به دست آورده‌است، از جمله ۹ عنوان لیگ، پنجمین قهرمانی در فوتبال ایرلند، و همچنین سه جام FAI و چهار جام لیگ. مدیر فعلی استفان اودانل است که در سال ۲۰۱۹ هدایت هری کنی را بر عهده گرفت.
این باشگاه از رتبه‌های لیگ بزرگسالان لینستر فارغ‌التحصیل شد و به‌طور مناسب جای خود را در لیگ ایرلند در سال ۱۹۵۱ گرفت و در اولین تلاش خود عنوان قهرمانی را کسب کرد. سالهای افتخار این باشگاه در دهه‌های ۱۹۵۰ و ۱۹۹۰ بود که آنها ۶ قهرمانی از ۸ قهرمانی خود را در لیگ کسب کردند. این باشگاه همچنین رکورددار این است که هرگز از لیگ برتر سقوط نکرده‌است. این باشگاه در رنگ‌های قرمز و سفید بازی می‌کند و نام مستعار آنها شامل مقدسین، ابرقهرمانان و خودت است. قدیسین همچنین بازی‌های زیادی دربی دوبلین با شلبورن، شمروک روورز و بوهمیان دارند.

## تاریخچه
سالهای لیگ بزرگسالان لینستر
در اواخر دهه ۱۳۱۹ و ۱۳۲۹ سنت پتس در لیگ بزرگسالان لینستر بازی کرد. در این مدت آنها شش بار قهرمان لیگ شدند. این شامل چهار عنوان متوالی بین سالهای ۱۳۲۶ و ۱۳۲۷ و ۱۳۲۹–۳۰بود. در سالهای ۱۳۲۶–۱۳۲۷، سنت پتز سه‌گانه را پس از قهرمانی در جام میانی FAI وجام بزرگسالان لینسترانجام داد. در فصل ۱۳۲۷–۱۳۲۸ ، سنت پتس دو بار قهرمان لیگ برتر لنستر / جام میانی FAI شد. در سالهای ۱۳۲۹–۳۰، شای گیبونز جوان به سنت پتس کمک کرد تا برای چهارمین بار قهرمان لیگ بزرگسالان لینستر شود. پس از پیوستن تیم اول سنت پتز به لیگ ایرلند در سالهای ۱۳۳۰–۳۱، تیم ذخیره آنها دو عنوان قهرمانی دیگر در لیگ بزرگسالان لینستر در سالهای ۱۳۳۴–۳۵ و ۱۳۳۵–۳۶ کسب کرد.

## ۱۳۲۹–۱۳۳۹
ورود به لیگ ایرلند
در سالهای ۱۹۵۱–۵۲ باشگاه به همراه تیم کورک اورگرین یونایتد در لیگ ایرلند پذیرفته شد. سنت پتز تأثیر فوری داشت و در اولین تلاش خود قهرمان لیگ شد. دو موفقیت دیگر قهرمانی لیگ در سالهای ۱۹۵۴–۵۵ و ۱۹۵۵–۵۶ اتفاق افتاد. باشگاه باید تا سال ۱۹۵۹ منتظر بماند تا اولین موفقیت خود در جام FAI را تکرار کند و این کار را در سال ۱۹۶۱ تکرار کند. با وجود چندین بار حضور در فینال از سال ۱۹۶۱، قدیسین تا سال ۲۰۱۴ طول کشیدند تا سومین قهرمانی خود را کسب کنند.
بسیاری از بازیکنان آن دوران طلایی در دوران طلایی هنوز به یاد می‌آیند - جینجر اورورک، هری بولند ("افسانه"، ۱۹۲۶–۲۰۰۰)، جیمی "تیمبر" کامینز (پسر عموی یکی از بنیانگذاران - بارت کامینز) جیمی 'گرولر' کامینز (برادر بارت کامینز) شای گیبونز بین‌المللی ایرلندی، رونی ویلان اسنر. و ویلی پیتون بازیکنانی هستند که در این دوران کمک بزرگی کردند.

## ۱۹۶۰–۱۹۸۰
سنت پتس در اواخر دهه ۱۹۶۰، ۱۹۷۰ و اوایل ۱۹۸۰ با تنها فینال جام عجیب و غریب یا ستاره جوان ظاهر شد تا همه چیز را برای طرفداران طولانی مدت پاتز روشن کند. نوئل کمپبل از جمله بازیکنانی بود که ظاهر شد. کمپبل چند سال را با سنت پتس گذراند (اولین بازی ملی خود را در ایرلند کسب کرد) قبل از رفتن بهSC Fortuna کلن جایی که ۸ فصل بازی می‌کرد. شاید درخشان‌ترین ستاره ای که برای سنت پتز بازی کرد پل مک گرات بود. مک گرت توسط چارلی واکر، سرپرست تیم قدیس از تیم دالکی یونایتد، امضا شد. در عرض یک سال، او جایزه بهترین بازیکن سال PFAI را به دست آورد و به مهاجرت به منچستریونایتد دست یافت. گوردون بنکس دروازه‌بان برنده جام جهانی نیز یک بازی برای سنت پتس انجام داد و او را درخشان‌ترین ستاره ای کرد که در سال ۱۹۷۷ برای این تیم به میدان رفت.

## ۱۹۸۰–۱۹۹۰
انتصاب برایان کر به عنوان سرمربی در سال ۱۹۸۶ نقطه عطف بزرگی در ثروت باشگاه بود. کر روی منابع محدود کار کرد تا تیمی ایجاد کند که بتواند بهترین‌ها را به چالش بکشد. قهرمانی در دهه. در پایان فصل ۱۹۸۸–۸۹ ، سنت پتز ریچموند پارک را ترک کرد و هیئت مدیره آن را «مدت کوتاهی» در حالی که کار بازسازی انجام می‌شد، ترک کرد. در سال ۱۹۸۹، تیم مشترک آتلتیک و بوهم سن پاتریک در یک بازی دوستانه مقابل تیم ملی لیبی در طرابلس بازی کرد و در بازی دوستانه بسیار بحث‌برانگیز در دوران سرهنگ قذافی به عنوان رهبر لیبی ۱–۱ تساوی کرد. [۱] [۲] [۳] در سال ۱۹۹۰ قدیسین ۰–۰ با تیم ملی تونس در تونس و ۰–۰ دیگر با تیم ملی فوتبال ایران در تهران تساوی کردند. [۳]

## ۱۹۹۰–۱۹۹۹
با بازی در هارولدس کراس، ترکیب بازیکنان جوان کر (پل اوسام، کورتیس فلمینگ، پت فنلون، جان مک دانل) و مبارزان باتجربه بدون توجه به سایر باشگاه‌ها (دامیان برن، دیو هندرسون) اولین قهرمانی لیگ را پس از ۳۴ سال در دوشنبه عید پاک ۱۹۹۰ کسب کردند. اکثر مفسران فوتبال ایرلندی انتظار داشتند که قدیسین جوان مدتی بر فوتبال ایرلند مسلط شوند. مجموعه ای از تلاش‌ها برای تصاحب باشگاه منجر به آشفتگی شد و کر مجبور به شکستن تیم شد. در تابستان ۱۹۹۲ این باشگاه چند ساعت با انقراض فاصله داشت تا اینکه گروهی از سرمایه گذاران محلی ۸۲۰۰۰ پوند برای نجات باشگاه جمع‌آوری کردند.
با گذراندن چهار سال در هارولدس کراس، باشگاه در سال ۱۹۹۳ به نمای جدید ریچموند پارک، خانه معنوی خود در اینچیکور دوبلین بازگشت. برایان کر بار دیگر کار ایجاد یک مجموعه برنده را آغاز کرد. با کمک مدیر اجرایی جدید، و بازیکن سابق، پت دولان و رئیس جدید باشگاه، تیم اوفلاهرتی، جام لیگ در سال ۱۹۹۶ به ریچموند پارک بازگشت.
نسل جدیدی از قهرمانان فوتبال با رنگ‌های Pats با بزرگان مانند ادی گورملی، پل آسام و ریکی اوفلاهرتی همراه با ستارگان جوان و هیجان انگیزی مانند کالین هاوکینز و ترور مولوی هزاران نفر برای شب‌های جمعه زیر نور افکن‌ها در پارک ریچموند به اینچیکور هجوم آوردند. هنگامی که کر استعفا داد تا مدیر مربیگری FAI شود، کار خوب توسط پت دولان ادامه یافت و سپس لیام باکلی به عنوان مدیر منصوب شد. این افتخار همچنان ادامه داشت زیرا مسابقات قهرمانی لیگ در سالهای ۱۹۹۸ و ۱۹۹۹ تأمین شد که منجر به صعود به اروپا و تساوی ۰–۰ معتبر با سلتیک معروف در سلتیک پارک شد. تقویت بزرگ فوتبال ایرلند در برابر چنین باشگاه مشهوری در جهان. با این حال، این باشگاه یک سال بعد در همان رقابت با شکست تحقیرآمیز روبرو شد و در مجموع ۱۰ بر صفر مقابل زیمبرو کیشیناو شکست خورد.

## ۲۰۰۰–۲۰۰۴
در قرن جدید، موفقیت همچنان ادامه داشت. سنت پتس در سال ۲۰۰۱/۲۰۰۱ هر دو جام لیگ ایرلند و جام بزرگسالان لینستر را از آن خود کرد. جنجال‌ها در فصل ۲۰۰۱/۰۲ به دلیل بی نظمی در ثبت نام بازیکنان باعث ایجاد این باشگاه شد. این باشگاه به دلیل به دست آوردن یک بازیکن غیرقابل قبول (پل مارنی) در ۳ بازی اول فصل خود ۹ امتیاز کسر کرد، اما این تصمیم با داوری، در ۲۲ مارس ۲۰۰۲ لغو شد. آنها سپس ۱۵ امتیاز برای بازی با چارلز امباازی لیوینگستون در بازی کسر کردند. ۵ مسابقه اول فصل علیرغم عدم ثبت نام وی تا ۱۲ سپتامبر ۲۰۰۱. هیئت داوری FAI درخواست تجدید نظر قدیسین را در مورد کسر امتیاز رد کرد و شلبورن فصل را به عنوان قهرمان لیگ به پایان رساند. در آن فصل همچنین سنت پاتریک نزدیک به ادغام با تیم لیگ ایرلند سنت فرانسیس شد. این حرکت با خشم طرفداران باشگاه روبرو شد و اگرچه سنت فرانسیس از کار کنار رفت (و بنابراین لیگ) ادغام هرگز اتفاق نیفتاد.
اندرو اوکالاگان رئیس جدید باشگاه در تابستان ۲۰۰۲ منصوب شد و برای مدرن سازی باشگاه و رویارویی با چالش‌های جدید مجوز یوفا و توسعه زمین تلاش کرده‌است. سنت پتس در سال ۲۰۰۲ با تبدیل شدن به اولین باشگاهی که در جام اینترتوتو با پیروزی دو بر یک مقابل تیم کرواسی NK Rijeka پیشرفت کرد، تاریخ فوتبال ایرلند را ثبت کرد - این باشگاه در نهایت تنها با گلهای خارج از خانه مقابل KAA Gent بلژیک از دور رقابت‌ها کنار رفت.

## سلطنت جانی مک دانل (۲۰۰۴–۲۰۰۹)
این باشگاه در سال ۲۰۰۴ هفتاد و پنجمین سالگرد تأسیس خود را جشن گرفت، همچنین در سال ۲۰۰۴ تغییر مدیریت با جانانی مک دونل مورد علاقه سابق، هدایت این باشگاه را بر عهده گرفت. در سال ۲۰۰۵، باشگاه مجبور شد تا ایده اشتراک یک ورزشگاه جدید در Tallaght باشمروک روورز را بررسی کند تا مطابق خواسته FAI برای باشگاه‌های دوبلین به اشتراک گذاشته شود. این حرکت با اعتراض شدید طرفداران باشگاه روبرو شد و گروهی که خود را «گربه‌ها برای ریچموند» می‌نامند برای سازماندهی تظاهرات ایجاد شد. در ژوئیه ۲۰۰۶ ، سنت پتز با خرید میخانه ریچموند هاوس (معروف به مک داول) برای استفاده به عنوان باشگاه رسمی، قصد خود را برای اقامت در پارک ریچموند اعلام کرد. این باشگاه باز هم فینال جام FAI را در دسامبر ۲۰۰۶ از دست داد و شکار آنها برای سومین پیروزی در رقابت‌های دست نیافتنی ادامه دارد. در اوایل سال ۲۰۰۷ باشگاه توسط گرت کلرهر، ثروتمند ثروتمند خریداری شد. پس از چند ماه مذاکره، سرانجام کلهر در ۱۹ ژوئیه ۲۰۰۷ خود را به عنوان رئیس ورزشگاه سنت پاتریک اعلام کرد. [۴] یکی از اولین اقدامات وی در تصاحب سنت پتس، تعیین مدیر سابق برایان کر به عنوان مدیر فوتبال بود. به‌طور گسترده‌ای در روزنامه‌های ایرلندی گزارش شد که کلهری در حال آماده‌سازی ۵۰ میلیون یورو برای ارتقاء خانه ریچموند پارک سنت پتز است.
در طول فصل ۲۰۰۷، پاتس با دروغدا یونایتد برای قهرمانی بازی می‌کرد، اما پتس کنار رفت و دروگهدا یونایتد در نهایت قهرمان شد.
در فصل ۲۰۰۸ بار دیگر همان‌طور بود که پتس برای قهرمانی با بوهمی‌ها در صدر قرار گرفت. امسال نیز پاتس در اروپا حضور داشت زیرا مقام دوم آنها در سال ۲۰۰۷ به آنها اجازه داد تا به جام یوفا ۲۰۰۸–۲۰۰۹ برسند. در طول مسابقات اروپایی خود ، سنت پتز در دو دور جام یوفا با پیروزی بر JFK Olimp Riga و الفسبورگصعود کرد، اما این دور زمانی به پایان رسید که آنها در دور اول به هرتا BSC باختند. پتس همچنین برای قهرمانی در لیگ مقابل بوهیمینز شکست خورد.

## فصل جف کنا: دوندگی و مبارزه داخلی اروپا (۲۰۰۹)
در فصل ۲۰۰۹، پتس در ژانویه ۲۰۰۹ جانی مک دانل را با جف کنا جایگزین کرد. او با شروع شکست خانگی ۳ بر صفر مقابل باشگاه سابق گالوی یونایتد بهترین بازیها را نداشت. او بلافاصله تحت فشار قرار گرفت وقتی نتایج بد آنها را در نبرد سقوط قرار داد. علیرغم وضعیت ضعیف لیگ، بار دیگر پاتس یک بار دیگر در لیگ اروپا حضور داشت و دوباره در دو دور لیگ اروپا صعود کرد و بدین ترتیب تنها دومین باشگاه لیگ ایرلند شد (پس از کورک سیتی در ۲۰۰۴ و ۲۰۰۵) که به چنین پیشرفتی دست یافت. دو کمپین متوالی اروپایی گربه‌ها این بار بازی‌هایی را مقابل والتا FC و تیم لیگ برتر روسیه کریلیا سووتوف بردند تا به مرحله پلی آف برسند و در آنجا با FC استیاوا بخارست شکست خوردند. [۵] [۶] [۷] در سپتامبر ۲۰۰۹ با مشکلاتی که پتس داشت، کنا استعفا داد و موریس ادریسکول دو بازی را جایگزین او کرد. پیت ماهون سپس هدایت را تا پایان فصل بر عهده گرفت و از سقوط اجتناب کرد، در دو هفته پایانی فصل، دو بازی باید برنده شود، خارج از دروگدا یونایتد و در خانه با شمروک روورز، رقبای دوبلین.

## سالهای پیت ماهون (۲۰۰۹–۲۰۱۱)
پیت ماهون به عنوان مدیر فصل ۲۰۱۰ و جان گیل به عنوان دستیار وی منصوب شد. سوپر قدیسین به اولین فینال جام قهرمانی ورزش هفتاد رسیدند، جایی که آنها پس از غلبه ۶ بر ۲ بر اسلیگو روورز در دو مرحله، با رقبای محلی بوهمی‌ها دیدار کردند. با این حال، آنها فینال را در ورزشگاه تالاغت با نتیجه ۱–۰ از دست دادند. قدیسین در جام حذفی توسط شمروک روورز در یک بازی نیمه نهایی در ریچموند پارک پس از حذف دانلدک، بلگروو و اسپورتینگ فینگال از جام حذفی حذف شدند. آنها در بیشتر فصل در بالای جدول بودند. با این حال، تا حدودی سقوط کرد و در میانه جدول به پایان رسید. با سقوط اسپورتینگ فینگال، قدیسین جایگاه اروپایی خود را برای فصل ۲۰۱۱ گرفتند. ماهون یک رقابت موفق در لیگ اروپا را رهبری کرد و انجمن ورزش Vestmannaeyjarاز ایسلند و FCپورلین کارگندی از قزاقستان را حذف کرد تا سرانجام در دور سوم مقدماتی توسط تیم Karpaty Lviv اوکراینی حذف شود. قدیسین پس از پیروزی ۲ بر صفر رقبای دوبلینی بوهمی هادر پارک دالیمونتدر سال ۲۰۱۱، قهرمان جام بزرگسالان لینستر شدند. تلاش قدیسین برای پایان دادن به خشکسالی ۵۰ ساله خود برای قهرمانی در FAI Cup به پایان رسید، پس از حذف کراملین یونایتد، واترفورد یونایتد و کورک سیتی، قدیسین در نیمه نهایی با رقبای قدیمی شلبورن روبرو شدند. قدیسین در پارک تولکا ۱–۱ مساوی کردند و نتوانستند از مزیت یک‌نفره خود در تمام نیمه دوم استفاده کنند. بازی مجدداً در ریچموند پارک پیش رفت و همه چیز خوب پیش می‌رفت وقتی دیوید مک میلان دروازه قدیسان را باز کرد، اما گری راجرز دروازه‌بان اوایل خیلی سخت اخراج شد و شلز با نتیجه ۳–۱ به پیروزی رسید. مشابه فصل ۲۰۱۰، قدیسین در قسمت اعظم فصل در سال ۲۰۱۱ نزدیک بالای جدول بودند، اما چالش عنوان قهرمانی آنها در پایان فصل پایان یافت و قدیسین چهارم شدند به این معنی که در لیگ اروپا یوفا شرکت خواهند کرد مقدماتی فصل ۲۰۱۲

## بازگشت لیام باکلی: بازگشت موفقیت (۲۰۱۲
۲۰۱۸)
قدیسین تصمیم گرفتند قرارداد پیت ماهون را برای فصل ۲۰۱۲ تمدید نکنند و لیام باکلی بازیکن سابق و سرمربی را به این کار منصوب کردند و به او قرارداد دو ساله با بازیکن سابق و دستیار مدیر باشگاه، Trevor Croly به عنوان دستیار او داد. باکلی با آوردن چهارده نفر و خلاص شدن از شانزده تیم، تیم را نوسازی کرد. در میان خریدهای جدید شش بازیکن بوهمیایی، به ویژه کریس فارستر، کریستی فگان و گر اوبراین حضور داشتند. در همین حال، شش نفر از آنها که توسط پاتس حفظ نشده بودند در جهت مخالف حرکت کردند، که نشان دهنده تغییر شرایط در هر دو باشگاه است.
باکلی بلافاصله مارک جذاب تری از فوتبال را در دوران بازیگری ماهون معرفی کرد، تیم‌هایی که عموماً وزن خود را بیشتر کرده بودند اما در نهایت فاقد کیفیت لازم برای قهرمانی جدی بودند. پتس فصل را به خوبی شروع کرد و تیمش در شش بازی اول خود فوتبال فوق‌العاده ای را بازی کرد و شکست نخورده بود، که شامل بازی با شمروک روورز بود که آنها در پیروزی ۵–۱ مقابل رقبای سرسخت خود فوتبال فوق‌العاده خود را درخشان نشان دادند. [۸] باکلی با آگاهی از انتظارات اروپایی‌ها در باشگاه، فرماندهی باشگاه را بر عهده گرفت و او ناامید نشد و تیم خود را پس از حذف انجمن ورزش Vestmannaeyjar و NK okiroki Brijeg پس از وقت اضافی، به رده سوم مقدماتی رساند تا به تساوی برسد. با قدرتمند آلمان هانوفر ۹۶، که قدیسین را در دور سوم مقدماتی حذف کرد. شاگردان باکلی در لیگ با ۶ امتیاز اختلاف با اسلیگو روورز قهرمان شدند. او همچنین تیمش را به فینال جام حذفی ۲۰۱۲ هدایت کرد، اولین بازی این باشگاه در ورزشگاه آویوا، اما در وقت اضافی با نتیجه ۳ بر ۲ مغلوب دره سیتی شد و خشکسالی قهرمان جام حذفی قدیسین را به ۵۲ سال افزایش داد.
سپس قدیسین یک پیش فصل پرآشوب را تحمل کردند و شان اوکانر، جیمز چمبرز و بری مورفی و همچنین شماره دو باکلی، ترور کرولی را در مقابل شمروک روورز از دست دادند. اما نکته مهم این است که پتس تعدادی از بازیکنان دیگر را که به شدت با روورز در ارتباط بودند، از جمله کریس فارستر و یان برمینگهام، حفظ کرد و در ترکیب کیلیان برنان (که هر دو را برنده می‌شد) به اولین ترکیب یازدهم کیفیت بخشید. بهترین بازیکن سال PFAI و بهترین بازیکن لیگ ملی FAI)، و کونان برن (که در طول فصل ۹ گل قابل توجه لیگ به ثمر رساند).
اتلتیک سنت پاتریک در ۱۳ اکتبر ۲۰۱۳ قهرمان لیگ ایرلند ۲۰۱۳ شد و پس از پیروزی ۲ بر صفر مقابل اسلیگو روورز با دو بازی باقی مانده به پیروزی رسید. [۹] [۱۰] آنها یک هفته بعد در خانه در دره سیتی در ۱۸ اکتبر جام قهرمانی را بالای سر بردند و دو روز بعد فینال جام لاینستر ۲۰۱۳ را در مقابل شمروک روورز بازی کردند و در ریچموند پارک ۱–۰ شکست خوردند. [۱۱]
فصل ۲۰۱۴ با ظروف نقره ای برای قدیسین شروع شد، زیرا آنها در بازی افتتاحیه جام حذفی ایرلند، اسلیگو روورز را با نتیجه ۱–۰ شکست دادند و کیث فاهی با زدن یک ضربه والی درخشش در گوشه بالای ۲۵ متری جام قهرمانی را به دست آورد. [۱۲] این باشگاه در اولین مانع در دور دوم از لیگ قهرمانان یوفا کنار رفت و مقابل لژیا ورشو به میدان رفت. در بازی رفت، آنها از برد معروف خارج از خانه محروم شدند، چرا که لگیا در زمان مصدومیت بازی را مساوی کرد تا تساوی ۱–۱ شود. [۱۳] مصدومیتی که تیم پتس به همراه داشت بازی برگشت را در ورزشگاه تالاقت ۵ بر صفر واگذار کرد و در ۱۰ دقیقه آخر ۳ بازی را واگذار کرد. در ۹ سپتامبر ۲۰۱۴، تیمی از بازیکنان رشته دوم و قدیسین جوان لانگفورد تاون را ۲–۱ خارج از خانه شکست دادند و با گلزنی سام وردون و جک بیلی قهرمان جام لاینستر ۲۰۱۴ شدند. [۱۴] این فصل برای پتس به طرز کاملی به پایان رسید زیرا آنها پس از ۵۳ سال انتظار با پیروزی ۲ بر صفر مقابل دری سیتی در ورزشگاه آویوا، جام FAI را فتح کردند، در حالی که کریستی فگان با به ثمر رساندن یک ضربه گل خود را با هواداران باشگاه جاودانه کرد. [۱۵] [۱۶] فگان همچنین کفش طلای لیگ ایرلند ۲۰۱۴ را با ۲۰ گل به دست آورد و همچنین به عنوان بازیکن سال PFAI در سال ۲۰۱۴ انتخاب شد. [۱۷]
در ۱۹ سپتامبر ۲۰۱۵، قدیسین سومین لیگ قهرمانی ایرلند خود را از دست دادند و در ضربات پنالتی گالوی یونایتد را در ایامون Deacy پارک پس از تساوی ۰–۰ بعد از وقت اضافی شکست دادند و دروازه‌بان جوان کانر اومالی آخرین ضربه اندی اوکانل را به ثمر رساند. برنده جام. [۱۸]
در سال ۲۰۱۶ قدیسین، یونس اش از لوکزامبورگ را در لیگ اروپا یوفا با گلهای خارج از خانه حذف کردند تا اینکه در دور دوم مقدماتی در مجموع با نتیجه ۲ بر یک در مجموع مقابل دینامو مینسک بلاروس شکست خوردند. پتس در فصل ۲۰۱۶ رتبه ۷ را کسب کرد، به این معنی که آنها برای اولین بار در ۷ سال آینده بدون فوتبال اروپایی برای سال ۲۰۱۷ خواهند بود. با این حال، آنها با موفقیت عنوان قهرمانی خود در لیگ ایرلند را حفظ کردند و در فینال لیمریک ۴–۱ در بازارها شکست دادند. میدان با دو گل از کانن برن و هر گل برای جیمی مک گرات و گراهام کلی. [۱۹] [۲۰]
فصل ۲۰۱۷ اولین فصل تغییر لیگ ایرلند بود، بدین معنا که سه تیم پایانی لیگ برتر سقوط خواهند کرد تا لیگ به یک تیم ۱۰ تیمی تبدیل شود تا ۱۲ تیمی. این فصل برای قدیسین مبارزه ای بود و آنها در انتهای جدول در نیمه نهایی نشستند. خریدهای نیم فصل شاملکیلیان برنان، هوین گاروان، هافبک سابق لیگ برتر و به ویژه جوردی بالک، مدافع میانی هلند، مورد توجه هواداران قرار گرفت و این تیم در ۶ بازی از ۱۱ بازی گذشته خود پس از کسب ۳ پیروزی در ۲۱ بازی اول خود، در ۶ بازی موفق شد. فصل آنها به آخرین روز فصل نیاز داشتند تا به دری سیتی امتیاز بدهند، که با تساوی ۱–۱ با گل کیلیان برنان به دست آوردند و رکورد خود را در مورد عدم سقوط هرگز حفظ کردند. [۲۱]
فصل بعد پیشرفت خوبی در زمین بود زیرا پتس در نیمه نهایی لیگ در یک مکان اروپایی نشسته بود اما بعداً بدترین دور شکست خود را در تاریخ باشگاه ادامه داد زیرا ۸ بازی متوالی را باخت و فقط ۳ گل به ثمر رساند. راه آنها سپس موفق شدند فرم خود را بالا ببرند و ۴ بازی از ۶ بازی را ببرند، اما در ۲۲ سپتامبر ۲۰۱۸ قدیسین در خانه ۳ بر ۱ از تیم ضعیف بوهمیا شکست خوردند و چندین تیم زیر ۱۹ سال خود در بین ۱۱ تغییر در بازی خود بازی کردند. شروع قبلی ۱۱. [۲۲] این آخرین بازی لیام باکلی در هدایت باشگاه بود، زیرا در ۲۵ سپتامبر اعلام شد که باکلی پس از ۷ سال مسئولیت باشگاه، با رضایت متقابل پست خود را ترک کرده‌است. [۲۳]
دستیار سرمربی باکلی و کاپیتان سابق باشگاه گر اوبراین در ۵ بازی آخر فصل سرپرستی تیم ملی را بر عهده گرفتند، اولین بازی فینال جام لاینستر بود که آنها در ضربات پنالتی مقابل شلبورن در تالکا پارک شکست خوردند. او همچنین با تساوی برابر داندالک قهرمان دیدار کرد و در مجموع ۹–۰ مقابل لیمریک و دری سیتی به ثمر رساند، زیرا باشگاه فصل را با رتبه ۵ در رتبه آخر به پایان رساند. [۲۴]

## ماه‌های هری کنی (اکتبر ۲۰۱۸ - اوت ۲۰۱۹)
در ۲۴ اکتبر ۲۰۱۸ اعلام شد که هری کنی (که در مبارزات قهرمانی لیگ ۲۰۱۳ دستیار مدیر بود) با امضای یک قرارداد دو ساله، مدیر جدید باشگاه خواهد بود. [۲۵] خریدهای جدید او در آستانه فصل ۲۰۱۹ عبارت بودند از گری شاو، دیوید وبستر، کیاران کلی، سیان کلمن، جورجی پوینتون، براندون میل، مایکل درنان، ریسی مک کیب و کریس فارستر مورد علاقه طرفداران قدیمی و اعلام کردند که هدف او بازگرداندن مجدد باشگاه است. در مسابقات اروپایی. [۲۶] اولین بازی رقابتی کنی به عنوان سرپرست قدیسین در ۱۵ فوریه ۲۰۱۹ بود، پیروزی ۱–۰ مقابل نایب قهرمانی لیگ شهر کورک در ریچموند پارک، با بازی که بیشترین حضور را در یک بازی داخلی از اکتبر ۲۰۱۰ به خود جلب کرد. [۲۷] پس از آن در ۸ مارس فروش شمورک روورز در برابر رقبای خود به پایان رسید. [۲۸] در ۲۵ آوریل ۲۰۱۹ اعلام شد که این باشگاه مجوز حضور در رقابت‌های لیگ اروپا در رقابت‌های لیگ اروپا در رقابت‌های لیگ قهرمانان اروپا ۲۰۲۰–۲۰۲۰ را قبل از واترفورد دریافت کرده‌است، تیمی که فصل قبل یک رتبه جلوتر از پاتس در رده چهارم قرار گرفته بود، اما موفق نشد. به دلیل اصلاحات باشگاه خود در اواخر سال ۲۰۱۶ و در نتیجه نقض «قانون سه ساله» یوفا، مجوز دریافت کردند. [۲۹] گربه‌ها IFK نورکاپینگ سوئد را به تساوی کشاندند و در خانه ۲–۰ و خارج از خانه ۲–۱ شکست خوردند و در اولین مانع آنها را ناک اوت کردند. [۳۰] با این که تیم تنها ۲۴ گل در ۲۹ بازی به ثمر رساند و تماشاگران به‌طور پیوسته در حال کاهش بودند، طرفداران با کنی بی‌قرار شدند و پس از خروج جام حذفی از UCD در ۲۳ اوت ۲۰۱۹ ، [۳۱] کنی روز بعد با رضایت متقابل استعفا داد. [۳۲]

## دوران استفان اودانل (اوت ۲۰۱۹ - اکنون)
کاپیتان سابق داندالک استفان اودانل پس از استعفای هری کنی، در ۳۱ اوت ۲۰۱۹ به عنوان سرمربی قرارداد دو ساله اعلام شد، اولین شغل وی در مدیریت ارشد. [۳۳] او پت کرگ را جوانان سابق آرسنال و هم تیمی فالکرک (و بازیکن سابق پتس) به عنوان دستیار خود آورد. [۳۴] اولین بازی او در مدیریت در ۶ سپتامبر ۲۰۱۹ انجام شد، زیرا تیم Pats او به لطف گلهای داراغ مارکی و جانشین ریس مک کیب از فین هارپس خارج از خانه به پیروزی رسید. [۳۵] این باشگاه در پایان فصل در جایگاه پنجم قرار گرفت و در لیگ اروپا یوفا را از دست داد اما با این وجود در جام حذفی لاینستر ۲۰۱۸–۱۹ قهرمان شد و وکسفورد را در دور چهارم ۳ بر صفر شکست داد (زیر نظر هری کنی، کابینتی ۱–۰ در یک چهارم نهایی، با مدیر گروه زیر ۱۹ سال، جیمی مور، تیمی را که از بازیکنان زیر ۱۵ سال، زیر ۱۷ و زیر ۱۹ سال تشکیل شده بود در نیمه نهایی (شکست دادن کلانتر YC با نتیجه ۳–۱ خارج از خانه) و فینال (غلبه بر آتلون تاون با نتیجه ۴–۰) مدیریت کرد)، همان‌طور که هر دو بازی پس از پایان فصل تیم بزرگسالان برنامه‌ریزی شده بود. [۳۶]
اولین پیش فصل اودانل او را به صورت عمده تغییر داد و ۱۰ بازیکن از جمله برخی که هنوز قرارداد داشتند آزاد کرد و ۹ بازیکن جدید به خدمت گرفت. جیسون مک کللند، رابی بنسون، کانر کرنز، روری فیلی، شین گریفین، بیلی کینگ، دان وارد، مارتین رنی و اولی یانگر. [۳۷] این فصل پس از ۴ بازی تحت تأثیر بیماری همه گیر کووید -۱۹قرار گرفت و پس از ۴ ماه تعویق، تصمیم گرفته شد که نیم فصل از ۳۶ بازی به ۱۸ برسد. آخرین روز فصل، در حالی که آنها قبلاً از سوی FAI Cup در دور اول توسط فن هارپس حذف شده بودند.

## طرفداران
طرفداران قدیس به‌طور گسترده‌ای به عنوان یکی از فعال‌ترین و صداترین در سراسر کشور شناخته شده‌اند. در طول تاریخ باشگاه، هر دوره تلاطمی همیشه با اعتراض مقدسین وفادار مواجه می‌شد. در سال ۲۰۰۱، گروه اولتراس به نام Shed End Invincibles [39] تأسیس شد، به مدت چهار سال آنها نمایشگرهای بزرگ tifo ایجاد کردند، شعارهای رقصی انجام دادند و پارک ریچموند را به عنوان یک قلعه ایجاد کردند. پس از یک دوره تبعید، گروه اولتراس تحت رهبری جدید سلطنت کرد. از آن زمان، کار آنها توسط طرفداران دیگر مورد تشویق قرار گرفت. بنرهای بزرگ، شعله‌ور و صفحه نمایش دود یک منظره رایج در مسابقات St Pats است. بازدیدکنندگان خارج از کشور به‌طور مرتب در یک شب مسابقه در پارک ریچموند یافت می‌شوند، از جمله باشگاه هواداران نروژی پتس. علاوه بر این، طرفداران باشگاه با طرفداران باشگاه‌هایی مانند راونا از ایتالیا، شفیلد یونایتد انگلستان و هانوفر ۹۶ آلمان دوستی دارند. طرفداران این باشگاه‌ها، به همراه طرفداران پتس، مرتباً به مسابقات یکدیگر سفر می‌کنند. از طرفداران معروف می‌توان به برایان کر مدیر سابق ایرلندی و وندل پیرس بازیگر آمریکایی اشاره کرد. [۴۰]